# Transition (Chipmunk)
Transition è il secondo album studio del rapper britannico Chipmunk, pubblicato il 15 aprile 2011 dalla Jive Records e dalla Sony Music.
L'album ha debuttato alla decima posizione nel Regno Unito ed ha venduto 9 445 copie nella prima settimana.

## Tracce
1. Transition – 4:48
2. Follow My Lead (feat. Eric B.) – 3:48
3. Flying High – 3:13
4. Champion (feat. Chris Brown) – 5:54
5. Foul – 3:16
6. In the Air (feat. Keri Hilson) – 3:56
7. Then and Now – 4:12
8. White Lies (feat. Kalenna of Diddy-Dirty Money) – 3:35
9. Every Gyal (feat. Mavado) – 4:11
10. Take Off (feat. Trey Songz) – 4:03
11. Armageddon (feat. Wretch 32) – 3:40
12. Picture Me (feat. Ace Young) – 3:57
13. Pray for Me – 4:28

Tracce bonus nell'edizione di iTunes
1. 2011 Freestyle – 1:53
2. Last One Standing (featuring Sincere, Wretch 32 & Loick Essien) – 4:42

## Classifiche
| Classifica (2011) | Posizione massima |
| ----------------- | ----------------- |
| Regno Unito       | 10                |
| Regno Unito (R&B) | 3                 |
| Scozia            | 13                |